# 松山理穂
松山 理穂（まつやま りほ、1990年9月28日 - ）は、日本のフリーアナウンサー。

## 来歴
鹿児島県鹿児島市出身。公開生放送の観覧でテレビ局を訪れた際に、自分と接してくれたアナウンサーの立ち振舞いに憧れて同じ職を志す。法政大学卒業。テレビ朝日アスク出身。
大学を卒業後、2013年4月から2016年2月までNHK秋田放送局の契約キャスターを務めた。その後もテレビ岩手、NHKさいたま放送局、熊本朝日放送のアナウンサーや契約キャスターを務め、2022年4月から福島テレビのアナウンサーを務めている。

## 担当番組
- エキヨコこまち（NHK秋田放送局）[10]
- 5きげんテレビ（テレビ岩手） - リポーター[2]
- ひるまえ ほっと（NHKさいたま放送局）
- くまパワJ（熊本朝日放送） - リポーター
- くまパワ!（熊本朝日放送） - リポーター
- テレポートプラス - 土曜担当（2022年4月[9] - ）、木曜・金曜取材キャスター（2023年4月[11] - ）、ニュースナビゲーター（2023年4月 - ）